# Jarmann M1884
Jarmann M1884 — норвезька магазинна гвинтівка з ковзним затвором розроблена у 1878 році. та прийнята на озброєння у 1884 році. Прийняття Jarmann та подальші модифікації перетворили норвезьку армію з бойової сили, спорядженою однозарядною зброєю з чорного пороху, на силу, озброєну сучасною багатозарядною зброєю, що стріляє бездимними боєприпасами. Тридцять тисяч одиниць було виготовлено для оснащення норвезьких збройних сил у 1880-х роках, і він також мав деяке, хоча й дуже обмежене, використання у Швеції. Констукція унікальна. Після того, як конструкція була знята з норвезької армії, деякі види зброї були перероблені на гарпунні рушниці.

## Характеристика
Jarmann M1884 стріляв патроном з чорним порохом калібру 10,15 мм у 8-зарядному трубчастому магазині, в якому патрони були розташовані в трубці під стволом. Він має неповоротний затвор (частина дії, яка герметизує задню частину ствола), що замикається обертовою рукояткою затвора, і, як наслідок, плавний хід. Однак ця дія не вважається достатньо сильною для стрільби сучасними боєприпасами, оскільки єдине замикання забезпечує поворотна рукоятка затвора.
Якоб Сміт Ярманн сконструював свою першу гвинтівку з казенником, яка стріляла картонними патронами, у 1838 році, але збройні сили того часу відмовилися від неї. Логіка полягала в тому, що гвинтівку, здатну робити 13 пострілів на хвилину, неможливо буде поповнити достатньою кількістю боєприпасів. У 1870-х роках він залишив свою майстерню, щоб попрацювати над нововинайденою болтовою рушницею. Згідно з патентом, три деталі поставали новими та унікальними з механізмами, які він розробив:

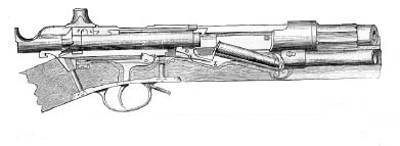
Механізм гвинтівки

- Екстрактор, який не тільки витягував стріляний патрон із казенної частини, а й служив для обмеження ходу затвора назад.
- Конструкція поворотної рукоятки затвора, яка служила для замикання затвора на ствольній коробці в передньому положенні.
- Спосіб кріплення екстрактора до корпусу затвора.

Ще одне нововведення полягає в тому, що механізм Ярманна не має окремого викидача, а натомість покладається на той факт, що екстрактор штовхає відпрацьований патрон вниз на елеватор. Виникаючого тертя було достатньо, щоб безпечно викинути патрон із ствольної коробки.
Вперше конструкцію випробувала спільна норвезько-шведська стрілецька комісія. Їх перші випробування були сприятливими, але підкреслили бажаність багаторазової зброї, тобто зброї з магазином. Було створено кілька прототипів гвинтівок з магазинним живленням — Оле Герман Йоханнес Краґ, розробник багаторазових гвинтівок Krag–Petersson та Krag–Jørgensen, створив два різних магазини для Jarmann: один практично ідентичний магазину, який використовувався на Krag–Petersson, другий був попередником того, який він використовував на Krag–Jørgensen. Сам Джейкоб Сміт Ярманн також зробив кілька прототипів, в основному з трубчастими магазинами під стволом або знімними магазинами, встановленими збоку над затвором. Останній був визнаний непридатним для використання в польових умовах, і в підсумку для зброї був обраний трубчастий. Він схожий на магазин у Kropatschek, і, можливо, був натхненний ним.
Незважаючи на те, що Jarmann M1884 був першопроходцем із його новаторськими рішеннями, його не можна вважати успішним. Комбінацію трубчастого магазина та боєприпасів центрального вогню називають «надто нестримною», особливо при використанні з набоями центрального запалення. Крім того, баланс зброї змінювався з кожним пострілом. Однак обидві ці проблеми характерні для всієї вогнепальної зброї, яка використовує трубчасті магазини.
Перша конструкція Ярманна була однозарядною зброєю, і він спочатку не хотів розробляти для неї магазин. Це пояснює й той факт, що магазин і затвор не завжди добре працюють разом.
Приціли на Jarmann M1884, як це було вперше випущено, були змінені з 200 м до 1600 м. Існував додатковий бічний залповий приціл, призначений для ведення залпового вогню непрямим наведенням на великі відстані від 1600 м до 2400 м. Щоб бути ефективним, ціла рота мала б стріляти одночасно, що гарантувало б, що принаймні деякі кулі знайшли свої цілі. Під час виробництва приціли були модифіковані, і M1884 із серійними номерами вище 4330 також мали бойовий приціл, встановлений на задній стороні стулки прицілу, яку можна було відкрити, повністю склавши стулку вперед. Бойовий приціл був встановлений на фіксовану дальність близько 430 м, близьку до максимальної дальності упору зброї.
Під час випробувань для визначення правильної градуювання прицілів стрілецька комісія використовувала вдосконалені боєприпаси, які збільшили початкову швидкість приблизно до 485-500 м/с.

### Боєприпаси
Вищезгадана норвезько-шведська комісія також розробила патрон 10.15x61R, під який були підготовлені різні прототипи, а також табельна зброя. Спочатку це був пороховий патрон зі свинцевою кулею, загорненою в папір, а пізніше його зарядили бездимним порохом і кулею в металевій оболонці. Для M1884 було виготовлено понад 5 мільйонів патронів, крім кількох тисяч спеціальних патронів. Виявлено такі різні варіанти патрона 10.15x61R:
- 10.15 Круглий, заокруглений наконечник, свинцева куля, обгорнута папером, чорний порох (можливо, лише для тесту);
- 10.15 Круглий, плоский наконечник, свинцева куля, загорнута в папір, чорний порох;
- 10.15 Круглий, плоский наконечник, суцільнометалева оболонка, бездимний порох;
- 10.15 Галерейний, кругла свинцева куля;
- 10.15 Галерейний, те саме, що й вище, але з кільцем, закрученим навколо горловини;
- 10.15 Гарпунний, холостий патрон з гофрованим замком, використовується лише в гарпунній рушниці M28;
- 10.15 Гарпунний, як і вище, але закритий гофрованою кришкою.

### Точність

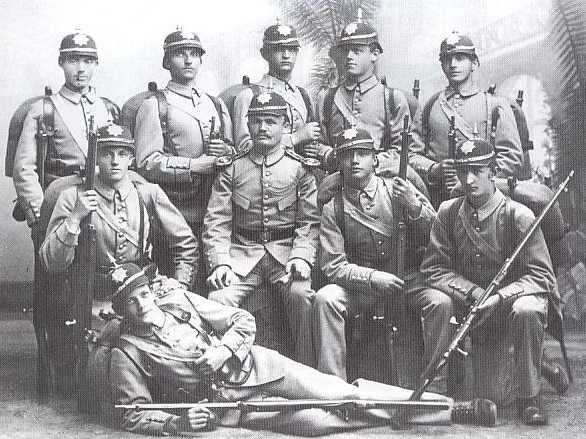
Норвезькі солдати з Jarmann M1884, біля 1888 р.

Гвинтівка Ярманна була надзвичайно точною для свого часу. У 1886 році спільна норвезько-шведська стрілецька комісія, яка вибрала Jarmann, склала список балістичних властивостей усіх випробуваних гвинтівок. Зі списку, наведеного нижче, зрозуміло, що Jarmann M1884 була значно кращою за інші випробувані гвинтівки, хоча частково це повинно бути пов’язано з вищою початковою швидкістю Jarmann.
Комісія зі стрілецької зброї встановила, що Jarmann з кулею калібру 10.15 мм мала максимальну дальність 438 метрів з ціллю 1,8 м. На відстані 600 метрів (660 ярдів) він не поширювався більше ніж на 61 см для свинцевих куль без покриття та 46 см для куль з оболонкою. Це дуже вигідно, порівняно з Remington M1867 , на той час стандартною норвезькою зброєю, з максимальною дальністю влучного ураження 300 м і розкидом 600 м 96 см.
Для порівняння, гвинтівка Гра мала розкид 89 см, а гвинтівка Mauser (імовірно Gewehr 71) мала розкид 80 см, обидві на 600 м.

## Служба
Незважаючи на проблеми зі зброєю, не менше 30 000 шт. було виготовлено для норвезьких збройних сил протягом десятиліття між її прийняттям у 1884 році та пізнішим прийняттям на озброєння Krag–Jørgensen у 1894 році. Ще 1500 шт. було виготовлено для ВМС Швеції в той же період. У норвезькій службі він замінив Remington M1867 і останні кілька Kammerlader , які все ще використовувалися.
Коли зброя була обрана і вперше видана, військові вважали її дуже хорошою зброєю. Він мав хорошу скорострільність і менше ніж вдвічі менше, ніж Remington M1867 на відстані 600 м (46 проти 96 см). Пізніше він був затьмарений напрочуд швидким розвитком вогнепальної зброї того часу. Протягом десятиліття його було виведено з експлуатації та замінено на гвинтівку Krag–Jørgensen. Незважаючи на те, що її було знято з експлуатації, у 1905 р., коли війна між Норвегією та Швецією вважалася неминучою, кілька підрозділів другої лінії отримали цю зброю.
Ближче до кінця їх використання у збройних силах оригінальні патрони з чорним порохом були замінені на патрони, начинені бездимним порохом. Незважаючи на збільшення початкової швидкості, прицільні пристосування не були змінені, що відчутно знизило точність рушниці.

## Подальша доля

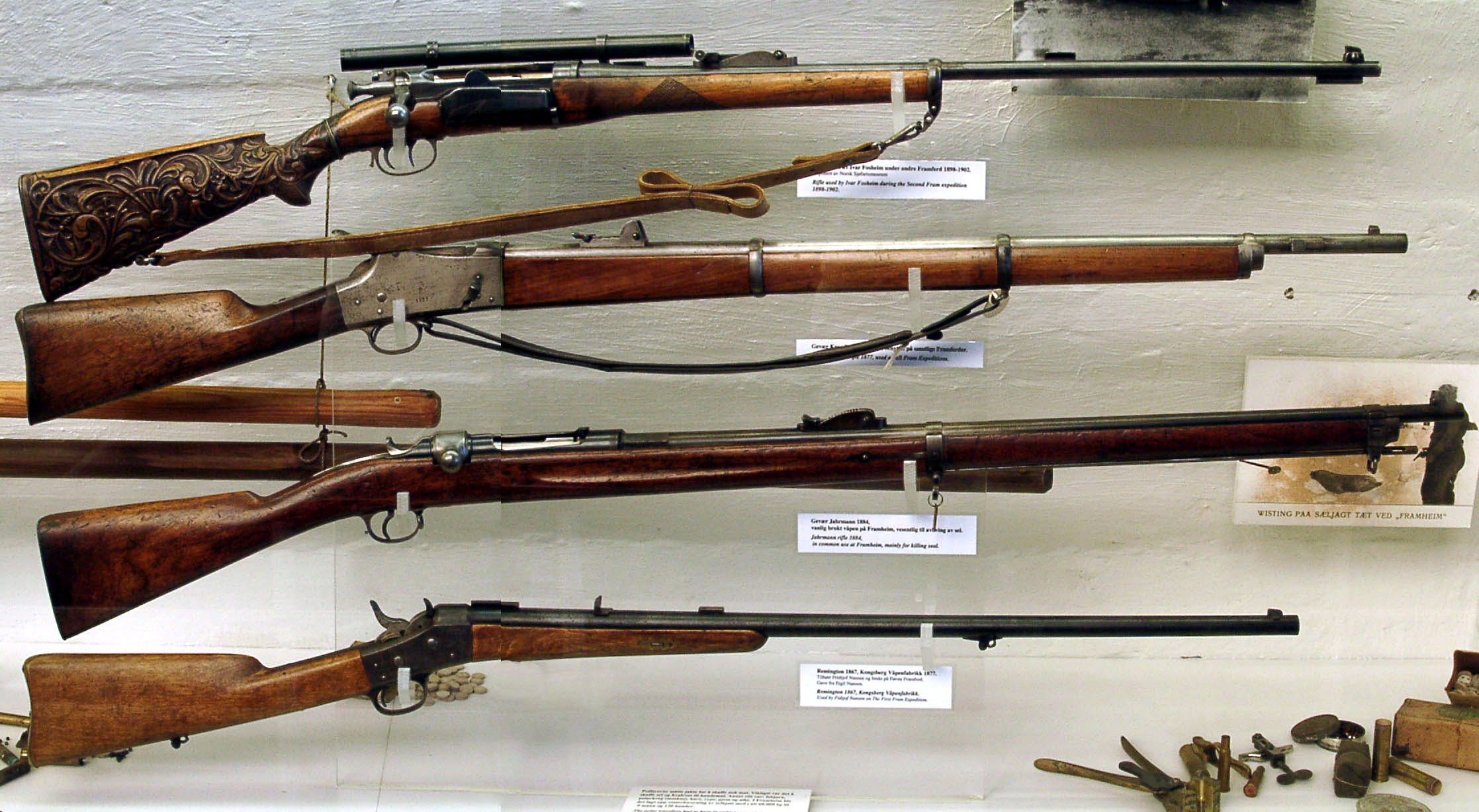
(зверху вниз) Krag-Jørgensen, Krag-Petersson, Jarman M1884 та Remington M1867

Jarmann M1884 у своєму оригінальному стані зараз надзвичайно рідкісні. Протягом 1920-х і 1930-х років ряд надлишкових гвинтівок було продано цивільним особам або перероблено на гарпунні рушниці M28.
З середини 1920-х років і до німецького вторгнення в Норвегію цивільні особи могли купувати надлишки гвинтівок Jarmann приблизно за чверть вартості новеньких гвинтівок Krag–Jørgensen. Незважаючи на розумну ціну, схоже, що насправді було продано дуже мало. Також гвинтівки та боєприпаси намагалися продати за кордон. У 1929 році близько 5000 гвинтівок було продано німецькій фірмі, але доля цих гвинтівок невідома. У 1936 році король Саудівської Аравії Ібн Сауд ініціював переговори про закупівлю 20 000 шт. Jarmann з боєприпасами для своєї поліції, але цей запит було відхилено норвезьким парламентом, який стверджував, що продаж такої застарілої зброї погано позначиться на Норвегії. У 1938 році приватний інвестор — дехто Трюгве Гіґен, колишній капітан норвезької армії — спричинив незначний міжнародний інцидент, коли запропонував продати гвинтівки Jarmann на Цейлон. Генеральне консульство Британії поскаржилося норвезькому уряду, вказавши, що Цейлон є британським і вони хочуть отримати повний контроль над усією зброєю, що продається там. Уряд Норвегії оголосив Гіґену догану, і пропозицію було відкликано. Він також робив спроби продати Jarmanns Литві, Кубі, Нікарагуа, Болгарії, Італії та Нідерландам, але безуспішно.
Деякі звіти свідчать про те, що німці переплавили невідому, але значну кількість останніх гвинтівок Jarmann, що залишилися на військових складах під час нацистської окупації. Німці все ж дали гвинтівці позначення, незважаючи на те, що її вважали занадто застарілою для їх використання, Jarmann M1884 отримала позначення Gewehr 351(n).

### M28
У період між війнами кілька норвезьких зброярів намагалися створити гарпунні рушниці, призначені для полювання на тюленів і стрільби по рятувальним шнурам до човнів, що тонуть. Побачивши готовий ринок і маючи доступ до кількох тисяч Jarmanns на складах, Kongsberg Våpenfabrikk розробив гарпунну рушницю під назвою M28.

## Порівняння
На момент прийняття на озброєння Jarmann вважався хорошою зброєю. Порівнюючи її з Remington M1867, яка була стандартною гвинтівкою в норвезької армії, а також зі стандартними службовими гвинтівками Німеччини, Франції та Сполученого Королівства того часу, стає зрозуміло, що Jarmann справді була чудовою зброєю для його час, особливо в його точності та діапазоні.
| Гвинтівка                         | Jarmann M1884 | Remington M1867 | Mauser Gewehr 71/84 | Гвинтівка Гра | Гвинтівка Пібоді-Мартіні |
| Точність 600 м                    | 46 см         | 96 см           | 80 см               | 89 см         | невідомо                 |
| Макс. дальність влучного ураження | 438 м         | 300 м           | 350 м               | 379 м         | 346 м                    |
| Ефективна дальність               | 2400 м        | 900 м           | невідомо            | невідомо      | 1370 м                   |
| Скорострільність                  | невідомо      | 13 пострілів/хв | невідомо            | невідомо      | 8-12 пострілів/хв        |
| Місткість магазина                | 8             | нема            | 8                   | нема          | нема                     |
| Калібр                            | 10.15x61mmR   | 12.17x44        | 11.15x60R           | 11x59R        | .450/577 (11.455x65R)    |
| Початкова швидкість               | 500 м/с       | 386 м/с         | 430 м/с             | 455 м/с       | 416 м/с                  |
| Довжина ствола                    | 850 мм        | 951 мм          | невідомо            | невідомо      | 840 мм                   |
| Загальна довжина                  | невідомо      | 1355 мм         | невідомо            | невідомо      | 1245 мм                  |
| Вага з спорядженням               | 4.5 кг        | 4.32 кг         | невідомо            | невідомо      | 3.83 кг                  |